# 片岡麻紗子
片岡 麻紗子（かたおか まさこ、1972年2月13日 - ）は、日本の小説家。以前は、水野武流名義で活動していた。
江戸時代を舞台にした作品を数多く発表している。

## 来歴
兵庫県神戸市生まれ。関西大学文学部卒業。2001年、『浮世奇絵草紙』で講談社第9回ホワイトハート大賞を受賞し、同作品でデビュー。

## 作品
- 「浮世奇絵草紙」（講談社X文庫ホワイトハート、2002年） ※水野武流名義
- 「吉原花時雨」（講談社X文庫―ホワイトハート、2003年） 同上
- 「恋風吉原―花菖蒲の宵」（徳間文庫、2006年）
- 「秋月に香る―恋風吉原」（徳間文庫、2006年）
- 「孫帰る―祥五郎想い文」（徳間文庫、2007年）
- 「若草日和(仮)」（廣済堂文庫、2008年）
- 「おんな侍―祥五郎想い文」（徳間文庫、2008年）
- 「君の行く道 若草日和2」（廣済堂文庫、2008年）
- 「かくれんぼ 若草日和3」（廣済堂文庫、2009年）
- 「迷い猫―祥五郎想い文」（徳間文庫、2009年）
- 「浅草古翁堂隠れひさぎ」（廣済堂文庫、2010年）
- 「五月雨 ~浅草古翁堂隠れひさぎ2~」（廣済堂文庫、2010年）
- 「暁の空 ~浅草古翁堂隠れひさぎ3~」（廣済堂文庫、2010年）
- 「士道を貫く ~大岡求馬立志伝~」（廣済堂文庫、2011年）
- 「樹下の空蟬」（徳間文庫、2014年）